# Wolfgang Seeger (Mediziner)
Wolfgang Seeger (* 13. Juli 1929 in Nagold; † 24. September 2018) war ein deutscher Neurochirurg, bekannt als einer der Begründer der Mikro-Neurochirurgie.
Seeger wurde 1955 in Tübingen promoviert (Die optochiasmalen Meningealzysten) und habilitierte sich 1966 in Gießen. Er war Professor und Leiter der neurochirurgischen Universitätsklinik an der Universität Freiburg. 2001 erhielt er die Otfrid-Foerster-Medaille.
Er war verheiratet mit der Ökonomin Helga Seeger–Luckenbach. Er zählte zu den Unterstützern der Wahlalternative 2013.

## Schriften
- Atemstörungen bei intrakraniellen Massenverschiebungen, Acta Neurochirurgica Supplements 1968 (= Habilitationsschrift Gießen 1966)
- mit Carl Ludwig Geletneky: Chirurgie des Nervensystems. In: Franz Xaver Sailer, Friedrich Wilhelm Gierhake (Hrsg.): Chirurgie historisch gesehen. Anfang – Entwicklung – Differenzierung. Dustri-Verlag, Deisenhofen bei München 1973, ISBN 3-87185-021-7, S. 229–262.
- Atlas of topographical anatomy of the brain and surrounding structures for neurosurgeons, neuroradiologists, and neuropathologists, Springer 1978
- Microsurgery of the brain : anatomical and technical principles, 2 Bände, Springer 1980
- Microsurgery of the spinal cord and surrounding structures : anatomical and technical principles, Springer 1982
- Microsurgery of cerebral veins, Springer 1984
- Microsurgery of the cranial base, Springer 1983
- Differential approaches in microsurgery of the brain, Springer 1985
- Planning strategies of intracranial microsurgery, Springer 1986
- Anatomical Dissections for Use in Neurosurgery, Band 1, Springer 1987
- mit Renate Unsöld: Compressive optic nerve lesions at the optic canal : pathogenesis, diagnosis, treatment, Springer 1989
- mit Peter Berlit: Neurologie. Ein Bilderlehrbuch, Springer 1991
- Microanatomical aspects for neurosurgeons and neuroradiologists, Springer 2000
- mit Josef Zentner: Neuronavigation and Neuroanatomy, Springer 2002
- Standard Variants of the Skull and Brain: Atlas for Neurosurgeons, Neuroradiologists and Neuropathologists, Springer 2003
- Endoscopic Anatomy of the Third Ventricle : Microsurgical and Endoscopic Approaches, Springer 2006
- Endoscopic and microsurgical anatomy of the upper basal cisterns, Springer 2008